# Frank van Zuilen
F.A. (Frank) van Zuilen (Indonesië, 27 december 1953) is een Nederlands politicus van de VVD.
Van Zuilen werd geboren in Indonesië, maar heeft bijna zijn hele leven in de regio Ede-Wageningen gewoond. Voor hij de politiek in ging had hij in het bedrijfsleven bij meerdere organisaties een financiële managementpositie; zo was hij algemeen en financieel directeur van het DierenPark Amersfoort. Na vier jaar gemeenteraadslid te zijn geweest, werd hij in 2006 wethouder in de gemeente Ede. In september 2008 werd Van Zuilen de burgemeester van de Drentse gemeente Tynaarlo waarbij in Ede zijn partijgenoot Evert van Milligen hem opvolgde als wethouder.
Te midden van politieke spanningen in de lokale politiek ging Van Zuilen eind juni 2013 met ziekteverlof. De commissaris van de Koning in Drenthe, Jacques Tichelaar, achtte de situatie dusdanig ernstig dat hij besloot in te grijpen. Op 12 augustus 2013 werd een waarnemend burgemeester in Tynaarlo aangesteld: Piet Adema.
Frank van Zuilen gaf aan geen tweede ambtstermijn te ambiëren en stopte per 1 september 2014 als burgemeester. Van 2016 tot 2017 was hij nog actief als steunfractielid namens de VVD in Wageningen.